# Măgura (okręg Prahova)
Măgura – wieś w Rumunii, w okręgu Prahova, w gminie Șoimari. W 2011 roku liczyła 532 mieszkańców.